# Drużynowe Mistrzostwa Świata na Żużlu 1963
Drużynowe Mistrzostwa Świata na Żużlu 1963 – 4. edycja drużynowych mistrzostw świata na żużlu. Zawody finałowe odbyły się 31 sierpnia 1963 roku w austriackim Wiedniu.
Tytułu mistrzowskiego, wywalczonego w 1962 roku w Slaným, broniła reprezentacja Szwecji.

## Eliminacje

### Runda skandynawska
- 23 maja 1963 r. (czwartek),  Målilla
- Awans do Finału Światowego: 1 - Szwecja

| Miejsce | Kraje     | Suma | Zawodnicy                                                                       | Pkt.      | Pkt bieg. |
| ------- | --------- | ---- | ------------------------------------------------------------------------------- | --------- | --------- |
| 1       | Szwecja   | 48   | Arne Carlsson Björn Knutsson Per Olof Söderman Per Tage Svensson brak zawodnika | 12 12 -   | b.d       |
| 2       | Norwegia  | 22   | Äge Hansen Jon Ödegärd Cato Agnor Reidar Eide brak zawodnika                    | 7 6 5 4 - | b.d       |
| 3       | Dania     | 18   | Paul Vissing Erik Kastebo Hans Möller Einar Hansen brak zawodnika               | 8 4 2 -   | b.d       |
| 4       | Finlandia | 8    | Esko Koponen Matti Olin Martti Assinen Erkki Ala Sippola brak zawodnika         | 5 3 0 -   | b.d       |

### Runda centralnoeuropejska
- 13 czerwca 1963 r. (czwartek),  Olching
- Awans do Finału Światowego: 1 - Czechosłowacja

| Miejsce | Kraje          | Suma | Zawodnicy                                                                            | Pkt.        | Pkt bieg. |
| ------- | -------------- | ---- | ------------------------------------------------------------------------------------ | ----------- | --------- |
| 1       | Czechosłowacja | 41   | Antonín Kasper Stanislav Kubíček Karel Prusa Luboš Tomíček rez. Antonín Šváb         | 11 10 ns    | b.d       |
| 2       | RFN            | 39   | Josef Hofmeister Manfred Poschenrieder Heinrich Sprenger Alfred Aberl brak zawodnika | 12 10 9 8 - | b.d       |
| 3       | Jugosławia     | 8    | Evald Babic Damijan Klasnetic Drago Perko Milan Kalisnik brak zawodnika              | 3 3 2 0 -   | b.d       |
| 4       | Austria        | 7    | Kurt Schwingenschlögl Günther Walla Wilfried Vacano Leopold Dolansky brak zawodnika  | 4 3 0 -     | b.d       |

### Runda wschodnioeuropejska
- 4 sierpnia 1963 r. (niedziela),  Ufa
- Awans do Finału Światowego: 1 - Polska

| Miejsce | Kraje             | Suma | Zawodnicy                                                                         | Pkt.      | Pkt bieg. |
| ------- | ----------------- | ---- | --------------------------------------------------------------------------------- | --------- | --------- |
| 1       | Polska            | 40   | Henryk Żyto Marian Kaiser Andrzej Pogorzelski Antoni Woryna rez. Joachim Maj      | 12 10 6 2 | b.d       |
| 2       | Związek Radziecki | 39   | Boris Samorodow Gennadij Kurylenko Leonid Drobiazko Igor Plechanow brak zawodnika | 11 10 9 - | b.d       |
| 3       | NRD               | 15   | Jochen Dinse Jürgen Rudolph Günther Schelenz Jürgen Hehlert rez. Heino Niemann    | 4 4 3 -   | b.d       |
| 4       | Bułgaria          | 1    | Milko Pejkov Gavril Macev Boris Damjanov Krasimir Sokolov brak zawodnika          | 1 0 -     | b.d       |

### Runda brytyjska
Wielka Brytania automatycznie w finale.

## Finał światowy
- 31 sierpnia 1963 r. (sobota),  Wiedeń

| Miejsce | Kraje           | Suma | Zawodnicy                                                                      | Pkt.        | Pkt bieg.                                   |
| ------- | --------------- | ---- | ------------------------------------------------------------------------------ | ----------- | ------------------------------------------- |
| 1       | Szwecja         | 37   | Björn Knutsson Per Olof Söderman Ove Fundin Göte Nordin rez. Rune Sörmander    | 10 10 5 4 3 | (3,3,3,2) (3,3,1,3) (2,2,-,3) (3,2,0,1) (3) |
| 2       | Czechosłowacja  | 27   | Antonín Kasper Stanislav Kubíček Miroslav Šmíd Luboš Tomíček rez. Zdeněk Kovář | 10 8 6 0 ns | (2,3,2,3) (1,1,3,2) (2,1,1,1) (0,1,2,2) ns  |
| 3       | Wielka Brytania | 25   | Barry Briggs Peter Craven Dick Fisher Peter Moore rez. Leo McAuliffe           | 12 8 4 1 ns | (3,3,3,3) (2,2,2,2) (0,2,1,1) (0,0,0,1) ns  |
| 4       | Polska          | 7    | Henryk Żyto Marian Kaiser Joachim Maj Stanisław Tkocz rez. Andrzej Pogorzelski | 4 1 0       | (1,1,2,0) (0,0,1,0) (1,0,-,0) (1,0,0,0) (0) |

## Tabela końcowa
| Miejsce | Kraj              |
| 1       | Szwecja           |
| 2       | Czechosłowacja    |
| 3       | Wielka Brytania   |
| 4       | Polska            |
| 5       | Norwegia          |
|         | Związek Radziecki |
|         | RFN               |
| 8       | Dania             |
|         | Jugosławia        |
|         | NRD               |
| 11      | Finlandia         |
|         | Bułgaria          |
|         | Austria           |